# Francesco Saja
Francesco Saja (Rometta, 27 agosto 1915 – Roma, 31 luglio 1994) è stato un giurista italiano.
Nasce a Rometta, piccolo comune della provincia di Messina, da Leone ed Anna Saija (insegnante).
Laureatosi nel 1942 presso l'Università di Messina, entra giovanissimo in magistratura.
Nominato giudice costituzionale dalla Corte di cassazione il 14 ottobre 1981, giura il 22 ottobre 1981. Viene eletto presidente della Corte costituzionale (Italia) il 4 giugno 1987, esercitando le funzioni dal 15 giugno e diventando primo magistrato nella storia repubblicana ad assumere tale carica. È rieletto il 21 maggio 1990. Cessa dalla carica di presidente il 22 ottobre 1990.
Nel 1990 è stato nominato primo presidente della neo-istituita Autorità garante della concorrenza e del mercato, definendone una precisa collocazione all'interno dell'ordinamento italiano.
Nel 1989 viene insignito della laurea honoris causa dall'università Jean Moulin di Lione.